# تشو يون-أوكي
تشو يون-أوكي (الكورية: 조윤옥) هو مدرب كرة قدم ولاعب كرة قدم كوري جنوبي في مركز الهجوم، ولد في 25 فبراير 1940 في احتلال اليابان لكوريا، وتوفي في 22 يونيو 2002 في سول في كوريا الجنوبية. شارك مع منتخب كوريا الجنوبية لكرة القدم.

## وصلات خارجية
- تشو يون-أوكي على موقع الاتحاد الدولي (مؤرشف)  (الإنجليزية)
- تشو يون-أوكي على موقع دوري كوريا الجنوبية (الإنجليزية)
- تشو يون-أوكي على موقع اللجنة الأولمبية الدولية (الإنجليزية)
- تشو يون-أوكي على موقع أوليمبيديا (الإنجليزية)